# 東野幸治
東野 幸治（ひがしの こうじ、1967年〈昭和42年〉8月8日 - ）は、日本のお笑いタレント、司会者。吉本興業所属。兵庫県宝塚市出身。

## 略歴
1985年、高校3年生のときに吉本興業の新人オーディションを受け、星野勘太郎のモノマネをして合格し、そのまま芸人となる。当時は、漫才ブームが終わりダウンタウンという新しい世代の芸人を中心に吉本興業が新たなムーブメントを起そうとしていて、そのオーディションの一環でダウンタウンが2丁目劇場で公開録音していたラジオ番組『心斎橋お笑い探検隊』（ラジオ大阪）に出演する。番組に出演すると豪華賞品が貰えると友達に誘われたのがきっかけであるが、貰えたのはボールペンであった。なお、同じオーディションをリットン調査団も受けていた。
兵庫県立宝塚高等学校を卒業。一時期、大学に通う友人に乗せられ大学受験を決意し芸人を休業するも受験に失敗し、その後は芸人活動に本腰を入れる。
NSC出身ではないため、NSC4期生で数か月先輩である今田耕司などには敬語を使い、ほぼ同時期ながら数か月後にデビューした木村祐一を同期として接し（東野は木村を「木村祐一」や「キム」、木村は東野を「ひがしのり」や「東野」と呼んでいる）、NSC5期生の辻本茂雄に対しては先輩として接している。
若手時代は心斎橋筋2丁目劇場を中心に活動し、ダウンタウンが司会を務める公開生番組『4時ですよ〜だ』（毎日放送）に出演していた。番組開始当初は素人参加コーナー「ダウンタウンの欲望」の募集の告知を呼びかける「欲望の男」役のみであったが、次第に頭角を現し、最後の半年は今田耕司、石田靖らと共に司会を任される。また、今田とのコンビで2丁目劇場の超若手が出演するライブイベント「2丁目jrたんけんたい」（上部組織にダウンタウンがメイン司会を務める「2丁目探検隊」というライブがあった）の司会進行を担当していた。
同時期に夕方の帯番組として放送されていた清水圭・和泉修が司会を務める『素敵!KEI-SHU5』（関西テレビ）では、白いランニングシャツにトレパン姿の「セニョール東野」というキャラクターで各地をリポートするVTR企画も担当（このセニョールのキャラは、当時の舞台上でのネタで演じられていたものであった）。
『4時ですよ〜だ』の終了後、今田らと共に、当時立て直しが急務とされていた吉本新喜劇の補強メンバーとされる。当初は新喜劇の出演をどうしても受け入れる事ができず、芸人を引退して植木屋への転職を考えていたが、今田らの熱心な説得により芸人引退を思い止まり、新喜劇では主に主役として出演する。
ダウンタウンが上京した2年後に今田らと共に東京へ進出。なお、上京前まではおかけんたと同居していた。東京進出以降は今田と「Wコウジ」としてのテレビ出演を経て、2000年代以降は司会者としての活動も増える。
2020年2月23日よりYouTubeにてラジオ番組『東野幸治の幻ラジオ』の配信を開始した。本番組はリビングで収録した音声を娘が編集してアップするという手作り番組で、吉本興業に頼らず運営している。長女がディレクターを務め、「娘D」と呼んでいる。
2023年3月21日からBSよしもとの「宣伝局長」に就任。同年5月より、FANYのVTuber企画としてYouTubeに開設されたチャンネル「東野・吉村のVTuberはじめました！」に出演。吉村崇とともに女性アイドルVTuberとして様々な罰ゲームに挑戦する内容。

## 人物
身長178cm、体重73kg、血液型はO型。愛称はひがしのり。ファンが全員中年男性であることから「Mr.好感度ピンポイント芸人」と評される。
プロ野球ではオリックス・バファローズを応援している。前身球団である阪急ブレーブスからのファンであり、球場で三々五々できることがオリックスの良いところであるとしている。

### 家族
父親はほぼほぼ働いたことがなく、借金で家族を養っていた。借金を重ねた末に家を売りに出し、「この家で借金返して、俺は俺で勝手にやるわ」と告げられる。両親は離婚し、父は行方不明になる。その後、病院から吉本興業に父が入院して寝たきりになっているという連絡が届き、病院に訪れると医者から父が1週間から10日の余命であるとの宣告を受ける。その1ヶ月後に父は死去した。
きょうだいは年子の兄と妹がいる。
1991年に一般人女性と結婚し、二女をもうける。2001年に離婚したが、2011年に復縁し再婚した。長女は夫婦で海外に居住しており、2020年8月24日に配信された『幻ラジオ』にて、初孫となる女児を長女が出産をした事を報告した。

### 登山
登山が趣味であり、2016年に天津の木村卓寛、ディレクターの椎葉宏治と、運動不足の解消を目的に富士山に登ったことがきっかけ。富士山は途中リタイアとなったが、山に登ることが苦にならなかったことから、少しずつレベルを上げて趣味で続けている。
2021年11月には、『アドベンチャー魂』（BS-TBS）の撮影で小阪健一郎や椎葉宏治らと、徳島県阿南市の離島丸島の南壁の人類初登攀に成功した。

### 影響
お笑いコンビのアンガールズは、2人とも東野のファンであることをきっかけに仲良くなり、その後コンビを結成している。
井上公造は、「東野の仕事と日本の景気は連動している」という説を唱えている。テレビ局側の立場に立つと、景気の悪い状況においても大御所芸人を降板させることはできないが、ギャラが安い若手芸人ならば起用することができるため、東野のような中堅芸人が真っ先に切られることになるとするもの。実際、2001年頃のデフレ不況時に東野はレギュラーを8本を失ったことがあるという。

## 芝居
- コントの経験は豊富なものの、シリアスな芝居をさせると途端に大根役者になる。
  - 『ダウンタウンのごっつええ感じ』（フジテレビ）では彼の演技力を鍛えるためのコーナー（コーナー名は「龍としのぶ 俳優養成テレビ小説」）まで作られた。この企画では東野がセリフを言うシーンにだけ、台本に書かれている本当のセリフを字幕スーパーにして、画面下部に表示していた。これにより、ストーリーだけを見ればギャグの無いシリアスな筋書きのドラマだが、本人が劇中で発するセリフが台本のそれとは全然違うことがわかり、視聴者の笑いを誘発するという仕掛けが施されていた。
  - その後2001年に『明日があるさ』（日本テレビ）で久々のドラマ出演を果たしたが、演技力は全く成長しておらず、挙句には彼の演技のあまりの酷さに他の共演者のNGを誘発する始末となった（撮影初日のシーンで出したNGは8回）。そのため、本来ならNG同然の箇所も見受けられるが「これ以上の演技力は求められない」として放送されている部分もある。ガチガチの動きは浜田雅功（ダウンタウン）曰く「東野だけ時代劇だった」とのこと。
  - 若手の頃Vシネマに出演し、ベッドシーンで騎乗位を行ったが、ガチガチで「高い高い」のようになっていた。
- 2004年に子供向け特撮ドラマ『戦隊シリーズ』の司令官役での出演オファーが来ていたことを自身の番組内で公表していたが、これは東映制作のスーパー戦隊ではなく、松竹制作の『魔弾戦記リュウケンドー』だった。後にこの役は諸処の事情から辞退し、同じ吉本興業所属の清水圭が演じる事となった。
- 尊敬する役者は萬屋錦之介である。

## 出演

### テレビ

#### レギュラー番組
現在の出演番組
- お笑いワイドショー マルコポロリ!（2006年4月23日 - 、関西テレビ）- MC
- 教えて!ニュースライブ 正義のミカタ（2014年4月5日 - 、朝日放送）- MC
- ちゃちゃ入れマンデー（2014年4月28日 - 、関西テレビ）- MC
- 芸能人が本気で考えた!ドッキリGP（2018年11月10日 - 、フジテレビ）- MC[21][22]
- 東野山里のインプット（2023年7月23日 - 、BSよしもと）[23]
- 東野・和牛の街ぶらチーキーズ → 東野ぶらぶらチーキーズ（2023年7月30日 - 、BSよしもと）
- この世界は1ダフル（2024年10月17日 - 、フジテレビ） - MC[24]
- タミ様のお告げ（2025年3月24日 - 、TBS） - MC
- 新潟炊きたてバラエティーおにぎりハウス（2025年5月2日 - 、テレビ新潟）- 「東野本舗」のコーナーレギュラー

過去の出演番組
- 4時ですよ〜だ（1987年4月6日 - 1989年9月29日、毎日放送）
- ダウンタウンのゆーたもん勝ち（1988年4月5日 - 1988年9月27日、毎日放送）
- 素敵!KEI-SHU5（1988年10月 - 1989年3月、関西テレビ）
- しっぽまでアンコ!（1989年5月 - 6月、関西テレビ）
- ラジオDEごめん（1989年10月 - 1990年3月、中京テレビ）MC
- ビレッジ吉本（1990年8月 - 1991年3月、TBS）
- 夕焼けの松ちゃん浜ちゃん（1990年12月1日 - 1991年9月21日、朝日放送）
- 正解るんです（1991年4月3日 - 1993年3月22日、中部日本放送）MC
- 摩訶不思議 ダウンタウンの…!?（1992年4月 - 1993年9月、朝日放送）
- 生生生生ダウンタウン（1992年4月15日 - 1993年3月24日、TBS）
- ダウンタウン也（1993年4月1日 - 1993年9月30日、TBSテレビ）
- 今田・東野の血が騒ぐ（1993年4月5日 - 9月27日、中部日本放送）MC
- ダウンタウン汁（1993年10月7日 - 1994年9月26日、TBS）
- ファミ通ゲームカタログ → ゲームカタログII（1994年4月 - 1995年3月、テレビ朝日）MC
- ダウンタウンのごっつええ感じ（1994年10月 - 1997年11月、フジテレビ）
- 天使のU・B・U・G（1994年10月13日 - 1995年3月16日、フジテレビ）MC
- 今田耕司のシブヤ系うらりんご（1995年3月27日 - 9月29日、フジテレビ）
- アッコにおまかせ!（1995年頃、TBSテレビ）
- かざあなダウンタウン（1995年5月9日 - 1996年3月30日、テレビ朝日）
- ウッチャンウリウリ!ナンチャンナリナリ!!（1995年5月12日 - 1996年3月15日、日本テレビ）
- 森田一義アワー 笑っていいとも! （1995年10月5日 - 2002年9月26日、フジテレビ）木曜 → 金曜 → 水曜 → 木曜レギュラー
  - 笑っていいとも!増刊号（1995年10月8日 - 2002年9月29日、フジテレビ）
- 冒冒グラフ（1995年10月9日 - 1996年3月29日、フジテレビ）
- BANG! BANG! BANG!（1996年1月 - 9月、フジテレビ）
- Oh!黄金サービス（1996年4月 - 9月、フジテレビ）MC
- 今田・東野のCMコウジ園（1996年4月 - 1997年3月、日本テレビ）MC
- 爆走!ポンチーズ（1996年4月 - 1997年3月、テレビ朝日）MC
- 熱帯シナモンズ（1996年10月 - 1997年3月、TBS）MC
- ひらめけ!発明大将軍（1996年10月18日 - 1997年3月21日、日本テレビ）MC
- BLT（1996年10月 - 1997年9月、読売テレビ） - 司会
- らぶ衛門（1997年4月 - 9月、テレビ朝日）MC
- 快傑!コウジ園（1997年4月6日 - 1998年9月27日、日本テレビ）MC
- 名古屋が最高!（1997年4月26日 - 1998年6月27日、中部日本放送）MC
- 超!よしもと新喜劇 → 超コメディ60!（1997年10月16日 - 1998年9月17日、毎日放送）
- クイズ!渡る世間は金ばかり?!（1997年10月25日 - 1998年1月10日、テレビ朝日）MC
- 一番星JAPAN（1998年4月 - 8月、朝日放送）MC
- 純情学園男組（1998年9月5日 - 1999年6月26日、朝日放送）MC
- 歌迷窟（1998年10月 - 1999年3月、日本テレビ）MC
- いろもん貳 → いろもん參（1998年10月1日 - 2002年3月28日、日本テレビ）MC
- ウンナンのホントコ!（1998年10月21日 - 2002年3月6日、TBS）
- 伝説音舗〜うれる堂〜（1999年4月 - 2001年3月、読売テレビ）MC
- 恋ボーイ恋ガール（1999年4月15日 - 9月9日、フジテレビ）MC
- ナンバ壱番館（1999年10月 - 2004年3月、朝日放送）MC
- 明石家マンション物語 → 明石家ウケんねん物語（1999年10月13日 - 2002年3月20日、フジテレビ）
- 年の差バトル! 言い分 vs Eぶん!!（1999年 - 、東海テレビ）MC
- ネッパ者（1999年10月19日 - 2000年12月23日、中部日本放送）MC
- イカリングの面積（2000年4月2日 - 2001年3月25日、テレビ愛知）MC
- 踊る!ほっとけさん（2000年4月 - 2000年9月、テレビ朝日）MC
- まかせて!!エキスパ（2000年10月20日 - 2001年3月23日、フジテレビ）MC
- ノブナガ（2001年1月 - 2015年3月27日、中部日本放送）MC
- ベストポジションSPORTS（2001年4月1日 - 2002年3月31日、テレビ朝日）MC
- 惑星beau☆beau（2001年4月 - 2002年3月、テレビ朝日）MC
- 土曜ドカンッ!!（2001年10月 - 2002年9月、読売テレビ）MC
- HAMADA COMPANY 弾丸!ヒーローズ（2001年10月21日 - 2002年2月24日、朝日放送）
- 三宅裕司のドシロウト（2002年4月2日 - 2006年3月30日、山口放送）
- 現代進行形TV　イマジン!（2002年4月 - 2003年3月、テレビ朝日）
- 行列のできる法律相談所→行列のできる相談所（2002年4月7日 - 2025年3月30日、日本テレビ）- MC・パネラー[21]
- ウッチャきナンチャき（2002年4月17日 - 2003年2月5日、TBS）
- 最高ブギウギナイト（2003年4月 - 9月、テレビ東京）
- ドラいぶもん（2003年4月 - 6月、日本テレビ）MC
- 芸能人が通う診察室（2003年10月 - 2004年9月、日本テレビ）MC
- アジアの純情（2004年1月6日 - 3月16日、フジテレビ）MC
- 2時ワクッ!（2004年3月29日 - 2005年12月23日、関西テレビ） 月曜レギュラー
- オカンと娘（2004年4月4日 - 2005年3月27日、読売テレビ）MC
- やりにげコージー → やりすぎコージー（2004年4月7日 - 2011年9月14日、テレビ東京）MC[21]
- 歌スタ!!（2005年4月4日 - 2010年3月29日、日本テレビ）MC[21]
- グッピー!!（2005年4月7日 - 2006年3月30日、読売テレビ）MC
- 主治医が見つかる診療所（2006年4月10日 - 2008年9月22日・2012年4月23日 - 2021年9月9日、テレビ東京）- MC[21]
- ランキンの楽園（2006年11月24日 - 2008年9月12日、毎日放送）MC[21]
- ごぶごぶ（2007年2月23日 - 2014年3月25日、毎日放送）MC
- あらびき団（2007年10月10日 - 2011年9月27日、TBS）MC
- 勉強してきましたクイズ ガリベン! （2008年1月19日 - 2009年2月21日、テレビ朝日）MC
- チェック!ザ・No.1（2008年10月17日 - 2009年3月13日、毎日放送）MC[21]
- 東野・岡村の旅猿 プライベートでごめんなさい…（2010年10月11日 - 2025年3月27日、日本テレビ）- MC
- ほこ×たて（2011年1月17日 - 2013年10月20日、フジテレビ）
- KOZY'S NIGHT 負け犬勝ち犬（2011年10月12日 - 2012年9月26日、テレビ東京）MC
- ニッポン!いじるZ（2011年10月12日 - 2013年3月20日、TBS）MC
- 東西芸人いきなり!2人旅（2012年5月6日 - 2013年3月31日、朝日放送）MC
- ギョクセキっ!（2013年4月15日 - 2014年3月24日、関西テレビ）MC
- もはや神ダネ（2013年4月17日 - 9月18日、フジテレビ）MC
- ワイドナショー（2013年10月14日 - 2025年3月30日、フジテレビ）MC
- 東野幸治のナイモノネダリ（2014年2月4日 - 3月25日、TBS）MC
- 別冊主治医が見つかる診療所 健康スイッチ → 解決スイッチ（2014年4月1日 - 2016年4月1日、テレビ東京）MC
- 独占!ライブ至上主義（2014年4月8日 - 9月23日、BSスカパー! スカチャン）MC
- 世界HOTジャーナル（2015年4月10日 - 8月7日、フジテレビ）MC[21]
- 本能Z（2015年10月4日 - 2020年3月25日、中部日本放送）MC
- 1周回って知らない話（2016年9月7日 - 2019年3月6日、日本テレビ）- MC[21]
- 梅沢富美男と東野幸治のまんぷく農家メシ!（2017年4月4日 - 2022年3月21日､ NHK BSプレミアム[注 2]）  MC
- 吉本坂46が売れるまでの全記録（2018年4月3日 - 2019年3月27日、テレビ東京）MC
- 世界!極タウンに住んでみる（2018年5月5日 - 9月15日、フジテレビ）MC[21]
- その他の人に会ってみた（2019年4月23日 - 2020年3月24日、TBS）MC
- NHK杯 輝け!!全日本大失敗選手権大会〜みんながでるテレビ〜 → NHKだめ自慢 〜みんながでるテレビ〜（2019年4月27日 - 2022年3月26日、NHK総合）MC（月1回放送）
- みえる（2020年10月29日 - 2021年9月30日、テレビ朝日・ABEMA）MC
- 東野幸治のニッポン強靭化計画（2021年1月10日 - 1月31日、朝日放送）委員長としてMC
- アドベンチャー魂（2021年10月5日 - 2023年3月21日、BS-TBS）
- Cheeky's Channelアワード（2022年4月24日 - 2023年6月25日、BSよしもと） MC
- 不夜城はなぜ回る（2022年10月 - 2023年3月27日、TBS）MC
- THE MC3（2024年10月21日 - 12月9日、TBS）MC

#### 特番
現在
- FNSスーパースペシャル 1億2,000万人のテレビ夢列島'91 24時間ぶっ闘志（1991年7月21日、フジテレビ）
  - FNSの日 1億2500万人の超夢列島 そのうちなんとか23時間（1995年7月16日、フジテレビ）- サブMC
  - FNSの日十周年記念1億2500万人の超夢リンピック（1996年7月13日、フジテレビ）- 選手宣誓を今田と担当
  - FNS27時間テレビ 女子力全開2013 乙女の笑顔が明日をつくる!!（2013年8月4日、フジテレビ）- 「ほこ×たて」中継出演
  - 武器はテレビ。SMAP×FNS27時間テレビ（2014年7月26日・27日、フジテレビ）- 「27時間ナショー」MC
  - FNS27時間テレビ にほん人は何を食べてきたのか?（2018年9月8日、フジテレビ） -「飯テロー1グランプリ」MC
  - FNS27時間テレビ にほんのスポーツは強いっ!（2019年11月3日、フジテレビ）-「スポーツ記者記事にしなかったウラ特ダネ生テレビ」 MC
  - FNS27時間テレビ 鬼笑い祭（2023年7月22日・23日、フジテレビ）- 「チームdeファイト」チームメンバー→「ドッキリGP」MC
  - FNS27時間テレビ 日本一楽しい学園祭!（2024年7月21日、フジテレビ）- 「ドッキリGP」チームメンバー
- やりすぎ都市伝説（2007年8月17日 - 、テレビ東京） - MC
- 通販王決定戦（2012年11月11日 - 、日本テレビ） - 所長→MC
- 1周回って知らない話（2014年12月28日 - 2016年6月8日・2019年4月24日 - 、日本テレビ）- MC[21]
- 誰も知らない明石家さんま（2015年11月22日 - 、日本テレビ）- パネラー
- 3分ドキュメンタリー（2021年8月18日 - 、NHK総合） - ドキュメンタリー・ラバー
- 主治医が見つかる診療所（2021年10月18日 - 、テレビ東京）- MC
- BBTスペシャル「富山県移住推進大臣 東野幸治」（2022年6月4日 - 、富山テレビ）
- 新潟でOFFりませんか?どローカル道 東野幸治さん新潟に移住しましょうよ! （2022年10月21日 - 、テレビ新潟）
- 東野幸治は移住したい（2022年12月30日 - 、朝日放送）[25]
- THE SECOND 〜漫才トーナメント〜（2023年5月20日 - 、フジテレビ） - MC
- ステータス（2024年3月30日 - 、NHK BSプレミアム4K）- MC

過去
- 新春かくし芸大会（1992年1月1日・1995年1月2日・1996年1月1日、フジテレビ）
- 明石家さんまのスポーツするぞ!大放送（1993年8月14日 - 1997年、フジテレビ）
- FNS番組対抗NG名珍場面大賞（1994年4月3日 - 2000年12月28日、フジテレビ）- 司会
- 今田東野ナイナイの芸能界ダメならぬがねば!（1994年10月1日、フジテレビ）- 司会
- テレビの鉄人!大晦日の祭典スペシャル（1995年1月1日、フジテレビ）- 「殿様のフェラーリ」司会
- 笑っていいとも!特大号（1995年12月25日 - 2001年12月26日、フジテレビ）
- 挑戦大みそか! 今田・東野・板尾の鬼のいぬ間に天下獲るったるねん（1995年12月31日、フジテレビ）- 司会
  - 新春ええのんかスペシャル 今田・東野・板尾の元旦からすんません（1996年1月1日、フジテレビ）- 司会
- 裏番組をブッ飛ばせ!!'95大晦日スペシャル（1995年12月31日、日本テレビ） - 司会[26]
- 志村けんのバカ殿様（1996年1月15日、フジテレビ）- 家来志願として今田と出演
- 今田東野のメチャごっついかあちゃんのいる家族日本一決定戦（1996年3月20日、TBS） - 司会
- 全日本有線放送大賞（1996年11月23日、日本テレビ）- 司会
- 今田・東野・加藤の夢のお年玉（1997年1月1日、テレビ朝日） - 司会
- 今田・東野の吉本新兵器 狂乱の東京上陸大作戦'97（1997年1月3日、日本テレビ） - 司会
- スーパークイズスペシャル（1997年3月20日 - 1998年3月19日、日本テレビ）- コーナーMC
- 超豪華オールスター大集合!!番組対抗 炎の熱血バトル（1997年9月16日 - 1998年10月6日、テレビ朝日） - MC
- ビートたけしのD-1グランプリ（1997年9月24日 - 1998年12月16日、テレビ朝日）- 審査員
- 27時間ぶちぬきスペシャル 熱血チャレンジ宣言'97（1997年11月8日・9日、テレビ朝日）- 「ブリーフ4」の一員として出演
- 今田・東野・ロンブーの世界サーカス祭りinハンガリー（1998年3月7日、テレビ朝日）
- オールザッツ漫才（1998年12月29日、毎日放送） - 総合司会
- 平成あっぱれテレビ（1999年1月1日 - 2001年1月1日、日本テレビ） - メイン司会
- 芸人講座（1999年、毎日放送）- MC
- 史上最強のメガヒット カラオケBEST100 完璧に歌って1000万円（1999年12月25日、テレビ朝日） - 司会
- 全国おもしろニュースグランプリ（2000年1月1日・2001年1月1日、テレビ朝日） - 司会
- 東野幸治と井ノ原快彦のふたり歩記（2000年4月4日 - 2001年1月5日、フジテレビ）
- ラッキー方程式研究所（2000年9月16日、日本テレビ） - MC
- 爆笑そっくりものまね紅白歌合戦スペシャル（2000年12月26日 - 2023年、フジテレビ） - 紅組MC
- 発見!日本ものまね列伝!! ～ものまね紅白への道～（2001年8月11日、フジテレビ） - 司会
- スーパースペシャル「衝撃暴露!仮面の告白 激ヤバ芸能界ウラ情報極秘流出スペシャル!!」（2001年9月22日、日本テレビ） - 司会
- 初詣!爆笑ヒットパレード（2002年1月1日、フジテレビ） - 司会
- LAUSH&PEACE 笑いはニッポンを救う。（2002年10月5日、日本テレビ） - 司会
- 吉本俺達いい日旅立ち（2003年1月3日 - 2005年1月3日、中部日本放送）
- 買物道、自腹篇（2003年4月26日・2004年5月23日、日本テレビ） - MC
- 本音ぶっちゃけ7200秒 美女100人爆弾!女の武器!（2003年 - 2005年、毎日放送） - 司会
- 東野&ぐっさんの初体験世界征服ツアー（2004年3月21日・2005年1月29日、テレビ朝日）
- 今年も生だよ芸人集合 笑いっぱなし伝説（2005年1月1日 - 2013年1月1日、テレビ東京） - MC
- FBS開局35周年記念番組元気発信!FBS大感謝祭8時間35分!全力生放送（2005年3月19日、福岡放送） - MC
- 志村けんと100人のオンナ 女のシアワセ研究所（2005年3月31日、読売テレビ）- サブMC
- クイズ敵か?味方か!? 2005年お騒がせスター ダマしあいスペシャル（2005年12月31日、テレビ東京） - MC
- 芸能界激震クイズ!!超無礼講!そこまで言っちゃっていいのかスペシャル（2006年1月2日、フジテレビ）- MC
- 新どっちの料理ショー スペシャル（2006年3月30日、読売テレビ） - オレンジキッチン担当MC
- ヒットソングで遊びまくれ!ザ・歌ゲー将軍!（2006年11月25日、日本テレビ） - MC
- 吉本芸人100人祭り!笑って忘れて スタジオにこれ以上入りませんSP （2006年12月30日 - 2011年、関西テレビ） - MC
- ビートたけしのお笑いウルトラクイズ（2007年1月1日、日本テレビ） - サブMC
- 結婚しない男グランプリ キング・オブ・独身貴族決定戦（2007年2月26日・6月2日、フジテレビ） - MC
- 東京お笑い新名所「浅草フラワームーン」（2007年3月10日、フジテレビ） - ナビゲーター
- よくある質問（2007年5月6日 - 2008年3月22日、テレビ朝日） - MC
- ネタ祭り2007夏の陣（2007年8月19日、テレビ朝日） - MC
- 鳥人間コンテスト選手権大会（2008年9月15日 - 2018年8月29日、読売テレビ）- MC
- カスペ!（フジテレビ）
  - 世界のどっきりワールドカップ!!（2008年3月18日） - MC
  - 日本一スゴい人!衝撃映像GP（2025年4月15日）- MC
- トレダカ（2008年5月2日、毎日放送）-  MC
- 脳天イライラクイズ!芸能界頂上大決戦SP（2008年5月6日、日本テレビ） - MC
- サタデーバリューフィーバー（日本テレビ）
  - みやげ話みつけ旅SP（2008年7月5日） - MC
  - まんてん☆トーク（2009年4月4日） - MC
  - 知恵☆BAG!〜芸能人を救うべストアンサー〜（2009年5月16日） - MC
- ブサイク男爵（2008年9月28日・2009年1月2日、フジテレビ） - MC
- お笑い芸人どっきり王座決定戦スペシャル（2009年5月6日 - 2011年6月28日、フジテレビ） - MC
- 芸能人・自慢話対決!Gマン21（2009年8月12日、TBS） - MC
- プレミアムステージ2009（2009年12月27日、読売テレビ）- MC
- 今田東野!北の果ては俺の旬（2010年1月3日、中部日本放送）
- 涙のツボ〜私は必ずコレで泣いてしまう!〜（2010年7月2日、朝日放送） - MC
- 東野劇団ダイコン（2010年7月6日 - 2011年8月22日、関西テレビ）
- 世界ブサイク陸上2011（2011年1月4日、フジテレビ） - MC
- 東野幸治とお師匠はん〜語り継きたい芸人伝説〜（2011年2月19日、関西テレビ）- MC[27]
- 東野vsたむけん 芸人ゴルファ〜!!（2011年5月28日、関西テレビ）
- 意外な法則 大発見!? にゅ〜とんのリンゴ（2011年6月11日、読売テレビ） - MC
- よしもと100人に聞きました! ○○といえば!? あの芸人（2011年7月14日、毎日放送） - MC
- 芸能人品定めバラエティ ケンピン!（2011年9月30日、フジテレビ） - MC
- オールスター感謝祭（2011年10月1日、TBS） - 総合司会（終盤のみ）
- 東西芸人いきなり!2人旅（2011年10月9日 - 2015年3月21日・2023年2月19日、朝日放送）- MC
- 笑う経済白書 THEピンキリSHOW（2012年1月25日・3月14日、TBS） - MC
- 漫才Lovers（2012年3月4日 - 2017年2月26日、読売テレビ） - MC
- 1万人が選ぶ!よしもと全世代（秘）ランキング100周年DE大解禁SP（2012年4月7日、読売テレビ） - MC
- 輝け!ニッポンお宝大賞 〜全国“やっちまった”オーナー列伝〜（2012年5月20日、フジテレビ） - MC
- ものまね王座決定戦（2012年7月6日 - 2023年11月25日、フジテレビ） - MC
- 国民総参加クイズSHOW! QB47（2012年8月25日 - 2015年3月25日、NHK総合） - MC
- 芸能界ボス自慢サミット（2012年8月26日、関西テレビ） - MC
- 芸能界ダイバニ部 部長 東野幸治（2012年9月4日、毎日放送） - MC
- ディクショナリーTV見る 日本語ランド（2012年10月28日 - 2013年2月28日、関西テレビ） - MC
- 東野・有吉のどん底（2012年12月30日 - 2013年10月3日、TBS） - MC
- 西日本横断生放送スペシャル どうにもとまらない2013（2013年1月1日、毎日放送） - 総合司会
- 常識がないと自腹です 京都はんなりツアー（2013年1月3日、TBS） - MC
- ナゼこうなった!?アノ人たちの進化論（2013年3月2日、フジテレビ） - MC
- ワールド輪入バラエティ「黒船SHOW社」（2013年3月23日、読売テレビ） - MC
- 漫才歴史 ミステリー 笑いのジョブズ（2013年3月24日、朝日放送）- MC
- わたし、イタ親ですか?芸能界ママ友大集合SP（2013年3月31日、TBS） - MC
- 爆笑プラス1SHOW（2013年4月7日、テレビ朝日） - MC
- 日テレ系人気番組No.1決定戦（2013年4月7日 - 2020年、日本テレビ） - ブロックMC
- 刺激的実験バラエティ やってみよう!（2013年5月29日、TBS） - MC
- 覗きたい24の財布（2013年6月4日・10月8日、毎日放送） - MC
- TVエース〜先輩!教えてください〜（2013年7月3日、TBS）- MC
- ザ・ドキドキどっきり（2013年7月4日 - 2015年1月9日、フジテレビ） - MC
- 年収格差別!お金バラエティ ピラミッド（2013年7月27日 - 2014年3月12日、フジテレビ）- MC
- 大人のケンカ（2013年10月9日、日本テレビ） - MC
- 関西テレビ放送開局55周年特別番組 これまでこれからもカンテーレ未来に伝えたい笑いのチカラ5時間半生でしゃべりまくり大感謝祭（2013年11月24日、関西テレビ）- MC
- クイズ!早押しスプリンターズ（2013年12月27日、フジテレビ） - MC
- 緊急生放送!(秘)個人情報流出!よしもとランキング（2013年12月30日 - 2015年、関西テレビ） - MC
- 新春豪華どっきり祭り!（2014年1月2日、フジテレビ） - MC
- 地元還元!100万円ヒーロー（2014年1月3日、日本テレビ） - MC
- それ行け!日本語ティーチャーズ（2014年4月4日、TBS） - MC
- 耳が痛いテレビ（2014年4月6日 - 2016年12月1日、日本テレビ） - MC
- マカフシ【摩訶不思議な謎解き推理ショー】 （2014年5月17日・12月23日、フジテレビ） - MC
- 魂の文化系TV（2014年6月21日・11月5日、TBS） - MC
- 東野幸治の「スカパー!アワード2014」今年もスゴいらしいで!!スペシャル（2014年8月24日、BSスカパー!） - MC
- トリマキーマン（2014年9月7日、日本テレビ） - MC
- 余談大賞（2014年12月23日 - 2016年12月28日、TBS） - MC
- クイズ☆正解は一年後（2014年12月30日、TBS）-「東野チーム」リーダー
- ナオ・ソーヤの昌険!（2015年1月28日・2月4日、毎日放送）- MC
- 大人も知らない大人の事情（2015年2月14日・6月8日、テレビ東京）- MC
- 現場のバカヂカラ（2015年3月22日、日本テレビ） - MC
- 最強文化系コロシアム 天下一文道会（2015年6月17日・10月2日、TBS）- MC
- いま乗りたい!幸せ観光列車ベスト20（2015年12月9日、毎日放送） - MC
- No.1歌姫決定戦 〜第一回夢のステージで歌えるコンテスト〜（2015年12月23日・2016年9月14日、フジテレビ） - 営業部長
- カミワザJAPAN（2015年12月30日、フジテレビ） - 応援団長
- えっ!松本今田東野が深夜にカバーネタ祭り（仮）（2016年1月4日、TBS） - MC
- THEミッション（2016年1月16日、フジテレビ） - 解説者
- 知ってトクするニッポンの今解体!新ジョー式（2016年3月21日、関西テレビ） - MC
- 言わせろ!リアクションワード（2016年3月22日、日本テレビ）- MC
- 爆笑!いいね動画シアター（2016年3月26日、フジテレビ） - 審査員
- サンバリュ（日本テレビ）
  - トシにはトシの悩みがある（2016年4月10日） - MC
  - B面政治家（2017年12月24日 - 2018年5月6日） - 議長
  - クセが強すぎる!幸家族（2018年4月29日） - MC
- おまかセルフィ 〜島ぜんぶでお～きな自撮り〜（2016年5月31日、フジテレビ） - MC
- 昔ココ住んでました!っと芸能人がいきなり訪れるTV（2016年6月18日 - 2019年1月7日、テレビ東京） - MC
- ニッポンのノビシロ（2016年6月18日、フジテレビ） - MC
- 1位芸人が集結!ネタフェス2016夏笑い（2016年8月14日、朝日放送） - MC
- なにゆえのカリスマ!?〜熱狂する人させる人（2016年10月10日、TBS） - MC
- 芸能人が本気で考えた!ドッキリさせちゃうぞGP（2016年10月15日 - 2018年4月6日、フジテレビ）-  MC
- 勝手にエントリー（2016年10月16日、読売テレビ） - MC
- ビリ学（2016年11月19日、テレビ朝日） - MC
- セキララ夫人会（2016年11月27日 - 2017年4月29日、テレビ朝日） - MC
- 60サンキューpresents 今田東野のやっぱり名古屋が最高（2016年12月3日、中部日本放送）
- 最後の一日 最後の言葉 〜本当にそれでイイんですか?〜（2016年12月11日 - 2018年4月27日、日本テレビ） - MC
- さよなら、フーテン人生（2016年12月20日、フジテレビ） - MC
- あらびき団（2016年12月29日 - 2022年8月3日、TBS）- MC[21]
- お騒がせニュース2016よしもと芸人100人しゃべっても大丈夫!!（2016年12月29日、関西テレビ） - MC
- 国民的お金持ちグランプリ 日本一うらやましいのは誰だ!?（2017年1月2日、関西テレビ） - MC
- 笑いの勇者（2017年3月30日・8月12日、フジテレビ） - MC
- ビートたけし&東野幸治「1億2000万人の叫び!こんな世の中はイヤだ!」（2017年5月20日・12月13日、日本テレビ） - MC
- コレ誰?!偉人伝ナニした!?大調査団（2017年6月20日、朝日放送） - MC
- 聞いてた話と違います!〜ブームに潜む落とし穴〜（2017年7月7日・12月23日、フジテレビ） - MC
- ネタ祭り2017年 夏の陣（2017年8月6日、朝日放送） - MC
- 24時間テレビ40 「愛は地球を救う」（2017年8月26日・27日、日本テレビ） - スペシャルサポーター
- 日本の定番!世界と比べる決定版ワールドべたペディア（2017年9月21日、読売テレビ） - MC
- マジかっ!探し物クレイジー〜あなたは何者?（2017年10月7日、朝日放送）- MC
  - マジかっ!!探しもんデンジャラス あなたは何者?（2018年10月20日、朝日放送）- MC
- 東野アタック（2017年10月22日、フジテレビ）
- スタジオに絶対に来られないスゴイ人（2017年12月26日 - 2018年6月1日、毎日放送） - MC
- よしもと爆笑データバンク2017〜105人しっかり付度しますSP（2017年12月30日、関西テレビ） - MC
- ニッポン育てる大辞典（2017年12月31日、テレビ朝日） - MC
- 世界のスーパーすっごい人にお願い!ちよっとだけでも何とかなりませんか?（2018年1月2日、フジテレビ） - MC
- 住宅のぞき見スタディ で、この家いくら?（2018年1月13日、テレビ朝日） - MC
- 世界!極タウンに住んでみる（2018年1月19日、フジテレビ）- MC
- 新曲歌いたいんですけど…（2018年1月23日、日本テレビ） - MC
  - 東野・加藤この歌が聴きたいベストテン（2018年9月23日 - 2019年10月21日、日本テレビ） - MC
- 報道ランナーSP 激動関西60年あの衝撃ニュースの裏側（2018年4月17日、関西テレビ） - MC
- みんなのこうじ苑（2018年5月19日、中京テレビ） - MC
- 世のため人のため!すけっと呼んだら何人くるか?（2018年7月21日、日本テレビ） - MC
- 演歌の乱（2018年9月25日 - 2019年3月26日、TBS） - MC
- NHK杯 輝け!!全日本大失敗選手権大会（2018年10月27日・2019年2月6日、NHK総合）- MC
- その他の人に会ってみた（2018年12月27日・2019年3月20日、TBS）-  MC
- ジャパニーズinプリズン（2018年12月30日 - 2019年12月29日、テレビ東京） - MC
- よしもと爆笑データバンク2018平成最後のハンパない生100人SPそだね〜（2018年12月30日、関西テレビ） - MC
- 発掘!リアル日本昔話 〜アレがないときどうした?〜（2019年1月11日、テレビ東京） - MC
- 最高の最低（2019年3月28日、TBS） - MC
- 飯テラー1グランプリ（2019年3月31日、フジテレビ） - MC
- 拝啓、芸能人さま 〜手紙がたくさん届いてます〜（2019年7月13日・12月28日、フジテレビ） - MC
- 土曜☆ブレイク（TBS）
  - クイズ!10カウント（2019年9月14日） - MC
  - 究極の文化系バトル〜天脳山〜（2020年4月4日） - MC
- 地獄絵図グランプリ（2019年9月19日、読売テレビ） - MC
- 東野幸治の宇宙科学特捜隊 アインシュタイン先生、世界は”ひも“でできていました（2019年9月21日、朝日放送） - MC
- 女の大逆転銀行（2019年11月30日、フジテレビ）- MC
- G-1グランプリ 吉本No.1ゴルフ決定戦（2019年12月7日 - 2021年12月26日、朝日放送）- MC
- 危機回避バラエティ その手があったか（2019年12月14日、TBS）- MC
- 東野吉田のべしゃり部屋 〜令和の出来事しゃべり尽くSP〜（2019年12月29日、毎日放送）
  - 東野&吉田のほっとけない人（2021年1月3日 - 2023年1月1日、毎日放送）
- よしもと100人!データバンク2019〜令和も生でONETEAMお笑いスクラムSP〜（2019年12月29日、関西テレビ） - MC
- 東野・千鳥のうちのパパはお笑い芸人 家族で漫才 決定戦→GP（2020年2月29日 - 2021年3月5日、フジテレビ） - MC
- 数字でわかる芸能人 数字の神様（2020年3月26日、フジテレビ） - MC
- 秒速!エンタSHOW アッという間シアター（2020年4月6日、TBS） - MC
- 最強ものまねフェス2020（2020年6月13日、フジテレビ） - MC
- クイズピンチヒッター（2020年7月11日・12月29日、フジテレビ） - MC
- 同じもの好きなヤツら（2020年8月22日・2021年8月25日、TBS） - MC
- 東野幸治の爆研!ミライ科学特捜隊（2020年9月19日、朝日放送） - MC
- 勝手屋本舗 〜どん底からの再建ビフォーアフター（2020年10月12日・19日、テレビ東京） - MC
- D4DJ prasents CDTV特別編みんなが教える神プレイリスト音楽祭（2020年10月28日、TBS） - MC
- 密着205日! 東野幸治、津軽三味線を奏でる（2020年11月28日、BS日テレ）
- 中部10県特別番組 年越す前にコレだけは言わせろ!グランプリ2020（2020年12月20日、中京テレビ） - MC
- おもしろく入る部屋 ※東野幸治監視中（2021年3月22日 - 25日、テレビ東京） - MC
- アスミライ 〜笑って学べるSDGs〜（2021年3月27日、朝日放送） - MC
- 日テレ系人気番組 春秋のコラボSP!（2021年4月4日・10月3日、日本テレビ）
- 火曜NEXT!（フジテレビ） 
  - 東京ブロードウェイ（2021年9月2日・9日）- MC
  - にたもの3組（2023年1月10日・17日） - 見届け人
  - 実家LIVE（2023年4月25日・5月2日）
- 東野幸治のこれがワタシの生きる道!?（2021年9月27日、NHK BSプレミアム） - 司会
- 関西M（めっちゃ）B（ビックリ）S（知らんかったわ〜）万博（2022年1月22日、毎日放送） - 総合司会
- お悩み相談牧場 東野幸治のチクチクバンバン!!（2022年3月4日、テレビ金沢）
  - 移住歓迎バラエティー 東野幸治様専用 金沢みつぼしバス（2023年3月17日、テレビ金沢）[28]
  - 金沢ほろ酔いバラエティー 東野幸治の素晴らしき人生!!（2024年3月8日、テレビ金沢）[29]
- 日曜ビッグバラエティ（テレビ東京）
  - 全日本コロコロからくり装置王決定戦（2022年3月20日）- MC
  - 東野幸治のアナタの身近に潜む危険!東野幸治のニッポン猛毒生物研究所（2025年8月3日）- 所長[注 3]
- 開局記念特番「Cheeky's a GoGoGo!」〜6時間生放送スペシャル〜（2022年3月21日、BSよしもと） - MC
  - Cheeky’s a GoGo!5時間生放送SP 地元だったら抜群にウケるネタ1分GP（2023年3月21日、BSよしもと）- MC
- 不夜城はなぜ回る（2022年3月29日 - 9月19日、TBS）-  MC
- ガチ勢分類バラエティ ガチゴライズ（2022年6月18日、テレビ朝日）- MC
- 天津木村&東野幸治の岩手移住あると思います!?（2022年7月20日・2023年5月3日、岩手朝日テレビ）
- 怪力バトルフィールド（2022年8月7日、TBS） - MC
- 富美男と幸治のナゾ食X（2022年8月15日・2023年2月4日、NHK BSプレミアム・NHK総合）
- THE無人島 〜上陸したら…超絶景&超発見の連発SP〜（2022年9月1日、テレビ東京） - MC
- 解禁!音楽番組名シーンランキング THE神うた（2022年9月27日・2023年9月20日、日本テレビ） - MC
- お笑いの日（2022年10月8日、TBS）-「お笑いの日」MC
- 激突!食ヶ原の戦い（2022年11月12日、中部日本放送） - MC[30]
- 芸能人監督グランプリ（2022年12月2日、日本テレビ） - MC・監督
- 天才★凡人チェック 異端学者のヤバイ論文 その発想なかったわ～（2022年12月19日、毎日放送） - MC[31]
- 笑って年越し!笑う大晦日シリーズ（2022年12月31日・2023年12月31日、日本テレビ）- MC
- ロケバナシGP（2023年1月1日・4月4日、TBS） - MC[32]
- 70年分のスクープ映像一気に見せます!日本が動いた瞬間TOP100（2023年3月20日、日本テレビ） - MC[33]
- 移住がしたい! 〜東野幸治 第2のふるさと探し旅〜（2023年5月19日、BS朝日）[34]
- スターズHOW TO（2023年5月20日・2024年4月6日、フジテレビ） - MC[35]
- 東野カレンと調べるプロたち（2023年5月21日、フジテレビ） - MC[36]
- 1ヵ月集めてみたミュージアム（2023年6月24日、テレビ朝日） - MC[37]
- ワールドモメゴトリポート（2023年8月13日・2024年1月8日、日本テレビ） - MC[38][39]
- 東野幸治の福島移住計画（2023年9月18日、福島中央テレビ）[40]
  - 東野幸治の新・福島図鑑（2024年10月11日、福島中央テレビ）[41]
- あなたはどっち派? 正反対さんの真逆旅（2023年10月8日、朝日放送） - 旅の見届け人（MC）[42]
- ネタフリックス（2023年12月21日・2024年1月11日、TBS） - MC[43]
- ランジャタイPresents ブチギレ-1グランプリ（2023年12月26日、テレビ朝日） - 審査員[44]
- ジェラシックトーク（2023年12月31日、フジテレビ） - MC[45]
- 世界が注目!東北ワールドレポート（2024年1月2日、福島放送・秋田朝日放送・岩手朝日放送・東日本放送・青森朝日放送・山形テレビ） - MC[46]
- 発起人・東野幸治 黒田有のありがとう生前葬（2024年3月24日、読売テレビ）[47]
- この世界は1ダフル（2024年5月3日、フジテレビ）- MC
- THE MC3（2024年5月6日、TBS）- MC
- 10人の天才（2024年6月20日、読売テレビ） - MC[48]
- 混ぜるなキケン（2024年8月18日、毎日放送） - MC[49]
- さよなら大好きな店（2024年9月14日、テレビ朝日）- MC
- インテリ芸能人とロケしたら想像以上にウザかった（2024年9月26日、関西テレビ） - スタジオMC[50]
- カンテレ祭り!人気番組大集合!8ちゃめちゃ生テレビ（2024年11月23日、関西テレビ）- MC[51]
- アンハッピーアワード2024（2024年12月31日、TBS）- MC[52]
- お宝査定ランキング!芸能人ハウスマッチ（2025年3月23日、フジテレビ）- MC
- 歴史ミステリーVS超能力（2025年3月27日、フジテレビ）- MC
- 生中継!開幕前夜ココが知りたい!大阪・関西万博（2025年4月12日、NHK総合）- 司会
- 生中継さあ開幕!大阪・関西万博 教えて!アナタのレコメンド（2025年4月13日、NHK大阪放送局）- 司会
- 金曜ロードショー「昭和平成令和みんなが踊りたい大ヒット曲国民投票ベスト30」（2025年6月13日、日本テレビ）- MC
- ナガサキング（2025年6月27日、長崎国際テレビ）

### インターネット配信
- ナマイキ!あらびき団 （2012年 - 2014年、YNN、TBSチャンネル）- MC
- 今田×東野のカリギュラ（2017年6月9日 - 10月13日、Amazon Prime Video）[53]- MC
  - 今田×東野のカリギュラ シーズン2（2018年8月31日 - 11月23日）
- パラビき!パラビき!あらびき団 〜四天王編〜 （2018年、Paravi）- MC
- 第17回祇園お笑い新人大賞（2020年9月29日、YouTube-2021年1月5日～15日に配信）-MC
- Cheeky's channelアワード（2020年11月 - 2022年3月（月1配信）、YouTube「Cheeky's channel〜チーキーズチャンネル〜」）- MC[54]（同名継続番組が4月からBSよしもとで放送）
- 東野幸治のネイチャーなの?（2021年10月7日・11月30日、Paravi）[55]
- よしもと芸人音声データ（2019年（全50回）、Audible Station）
- 吉本芸人生存確認テレフォン（2020年8月24日 - 、YouTube「吉本興業チャンネル → FANYチャンネル公式」） - パーソナリティ
- 街録ch〜あなたの人生、教えて下さい〜（2020年・2021年、YouTube）
- 第19回祇園お笑い新人大賞（2023年2月19日） - MC
- 国境デスロード（2024年12月7日 - 、ABEMA）- MC
- 罵倒村（2025年5月13日、Netflix）- MC[56]

### 映画
- 遺産相続（1990年、東映京都）

### テレビドラマ
- 明日はだいじょうぶ（1996年、関西テレビ） - 鳴海勇治 役
- 明日があるさ（2001年、日本テレビ） - 東野 役
- 花より男子2（リターンズ）（2007年、TBSテレビ） - 救助隊員 役（最終話）
- SPEC〜警視庁公安部公安第五課 未詳事件特別対策係事件簿〜 第9話（2010年、TBSテレビ） - 東野幸治郎 役[57]

### ラジオ
- MBSヤングタウンキンド館（1989年7月 - 1990年3月、毎日放送）、MBSヤングタウン金曜日（1990年10月 - 1993年3月、毎日放送）
- 余談タイムズ（1992年、TBSラジオ）
- 今田・東野のパックインミュージック21 水曜日2部（1992年10月 - 1993年9月、TBSラジオ）
- 今田耕司と東野幸治の東京RADIO CLUB・金曜特別（1994年4月 - 9月、TBSラジオ）
- Come on FUNKY Lips! （1994年4月 - 1999年9月、文化放送）
- 東野幸治のオールナイトニッポン (2020年9月21日、ニッポン放送)
- 東野幸治のホンモノラジオ（2021年4月2日 - 、朝日放送ラジオ）

### CM
- サンポール（2006年、大日本除虫菊） - 「便器のべんちゃん」の声
- ジョージア エメラルドマウンテンブレンド（2010年、日本コカ・コーラ） - 浜田雅功（ダウンタウン）率いる「王道派」のメンバーとして出演。
- カップヌードル ナイス（2016年、日清食品）

### テレビゲーム
- 行列のできる法律相談所（ニンテンドーDS、バンダイナムコゲームス・バンダイレーベル）

### ミュージックビデオ
- 大森靖子『Rude』 (2021年5月19日、Youtubeチャンネル「街録ch-あなたの人生、教えてください」主題歌) - 自殺するための縄をもって新宿を歩くおじさん役

## 著書
- 泥の家族（2000年11月、シンコーミュージック） - 小説[58]。
- この間。（2013年5月4日、ワニブックス） - 東野コージ名義エッセイ[59]。
- この素晴らしき世界（2020年2月27日、新潮社）- エッセイ[60]。

## CD
- 親父の唄〜ラスベガスバージョン（BMGファンハウス、1993年）
- チュンチュンワールド〜おげんきたいそう〜（日本コロムビア、1994年発売。NHK「みんなのうた」、今田耕司と）
- Lady Boy（Epic/Sony Records、大阪パフォーマンスドール、今田耕司と、1994年）

- SO・YA・NA（WEST END×YUKI。EAST END×YURIのヒット曲の大阪弁版カバー）

メンバーとして参加したRe:Japan、エキセントリック少年ボウイオールスターズ（ニイハオ役）、日影の忍者勝彦オールスターズ（アメ入道役）も参照。
また、テイ・トウワプロデュースによる今田のKOJI1200名義のアルバム「I LOVE AMERICA（アメリカ大好き!）」にも今田をサポートする役割で大きく参加した。歌とラップ、コーラス、ベース（の口真似）、コントを披露している。

## 受賞歴
- 第38回 ベストジーニスト 協議会選出部門[61]